# Добротимофеевка
Добротимофеевка (укр. Добротимофіївка) — село в Добровеличковской поселковой общине Новоукраинского района Кировоградской области Украины.
До 2020 года входило в Добровеличковский район
Население по переписи 2001 года составляло 40 человек. Почтовый индекс — 27022. Телефонный код — 5253. Занимает площадь 0,27 км². Код КОАТУУ — 3521784402.